# 존 치버

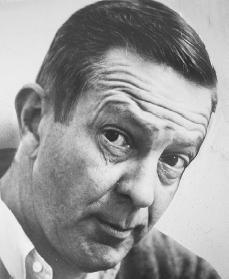

존 치버(John Cheever, 1912년 5월 27일 ~ 1982년 6월 18일)는 미국 보스턴 출생의 소설가이다.
세이아 아카데미를 졸업한 후에 작가를 지망하여 뉴욕으로 갔다. 4년의 군대생활과, 여대생들에게 작문을 가르친 기간을 제외하고는 작품활동에 전념하였다. 작품은 거의 <뉴요커(New Yorker)>지(誌)에 발표하였다. <커다란 라디오>, <몇 사람의 인생길>, <세니 힐의 강도> 등의 단편집들은 이를 모은 것들이다. <왑숏 연대기>(1958)와 <왑숏의 스캔들>(1964)은 성공적이고 탁월한 장편인데, 전자는 내쇼날북상을 받았다. 또한 사랑과 이해의 부족, 이에 따른 즉흥적 광기로 가정과 결혼이 파탄을 이룬다는 미국 물질문명을 드러낸 <사과의 세계>(1973)를 발표했다.